# گری سامور
گری سامور (انگلیسی: Gary Samore؛ زادهٔ) سیاست‌مدار اهل ایالات متحده آمریکا است.